# بانینیانگ
بانینیانگ (به انگلیسی: Buninyong) یک شهرک در استرالیا است که در City of Ballarat واقع شده‌است.